# Display list
Display list är en teknik med vars hjälp en co-processor hanterar den information som bygger upp en bild som ska visas på en skärm. Exempel på co-processorer som använder sig av en display list är ANTIC (Atari) och Coppern som ingår som en del i en Agnus-krets (Amiga).